# Londonsko preduzimačko društvo
Londonsko preduzimačko društvo je bilo trgovačka firma osnovana u Londonu u ranom 15. veku. Okupilo je vodeće trgovce u organizovanu zajednicu, gildu. Glavni posao bio im je izvoz tkanina, pogotovu belo (nebojeno) platno od fino upredene vune u zamenu za razna dobra iz inostranstva. Trgovalo je u severnim Evropskim lukama, nadmećući se sa Hanzom. Najviše se folusiralo na Hamurg.

## Poreklo
Društvo je primilo kraljevsku povelju od Henrija IV, 1407, ali poreklo im se pruža čak do bratstva Sv. Tomasa od Kanterburija. Tvrdili su da su poseduju privatno zemljište još od 1216. Vojvoda od Brabanta im je pružio privilegije i obećao da neće naplaćivati takse trgovcima. Osnovali su ga uglavnom engleski trgovci u Antverpu 1305. Ova grupa je verovatno uključivala takozvane Staplere, koji su izvozili neobrađenu vunu, kao i trgovce preduzimače. Povelja Henrija IV je predlagala da se trgivci nasele u Holandija, Zelandu, Brabantu, i  Flandriji. Ostale grupe trgovaca su poslovale sa različitim delovima severne Evrope, uključujući one koji su živeli u Pruskoj, Skandiji, na moreuzu oko današnje Danske i Švedske granice (zvanom Saund) i u regiji Hanze (čiji je izbor guvernera odobrio Ričard II, kralj Engleske, 1391), i engleske trgovce u Norveškoj, Švedskoj, i Danskoj (koji su primili povelju 1408).

## Za vreme vladavine Tjudora
Kada im je 1505. Henri VII dodelio svoju povelju, društvo je imalo guvernera i 24 asistenta. Članovi su bili investitori, i većina su verovatno bili trgovci svilom i štofom u Londonu. Društvo je takođe imalo članove u Jorku, Norviču, Ekseteru, Ipsviču, Njukaslu, Halu i drugim mestima. Preduzimači na ovim mestima su bili odvojene ali povezane grupe. Društvo preduzimača u Bristolu je bilo zasebna grupa investitora, kojima je povelju dodelio Edvard VI 1552.
Za vreme vladavine Henrija VII, trgovci koji nisu bili iz Londona, počeli su da se žale na ograničenja u trgovini. Nekada su slobodno poslovali u Španiji, Portugalu, Francuskoj, Italiji i Nizozemskoj, ali je Londonsko društvo naplaćivalo kaznu of dvadeset funti, što im je ograničavalo trgovinu. Henri VII je zahtevao da se kazna smanji na tri funte šest šilinga i osam penija. Sukob su započeli Trgovci stapleri, koji su želeli da svom izvozu vune preko Kaleja dodaju izvoz tkanina u Flandriju bez da postanu članovi Društva preduzetnika. Društvo preduzetnika je držalo kontrolu nad njihovom trgovinom i nad Flandrijskom lukom. Strani trgovci iz Hanze su imali znatne privilegije u engleskoj trgovini i takmičili su se sa Društvom preduzetnika, ali te privilegije je ukinula engleska vlada sredinom 16. veka.
Društvo preduzetnika je odlučilo da se okrene drugim lukama. Emden, u Istočnoj Friziji i Hamburg su se sukobili oko toga koja će luka služiti Preduzimačkom društvu Engleske, koji su se odlučili za Emden. Uskoro su saznali, medjutim, da ta luka ne može da privuče dovoljno trgovaca koji bi kupovali engleske sirovine, tako da su je ubrzo napustili i vratili se u Antverpen. Poslovi tamo bili su prekinuti kada je kraljica Elizabeta preuzela španske brodove koji su prenosili novac vojvodi od Albe, guverneru Nizozemske. Iako se trgovina nastavila u Antverpenu od 1573. do 1582, njen pad u profitu je prestao sa padom samog grada, i nastankom novog amsterdamskog sistema trgovine i Zlatno doba Nizozemske.
U vreme kada im je data povelja iz 1564, preduzimačko veće sastojalo se od guvernera (koga su godišnje birali prekomorski članovi), njegovih zamenika i 24 nakozvana Asistenta. Članstvo se dobijalo krvnom vezom (sin člana je automatski dobijao članstvo), službom (učenik člana društva), otkupom (plaćanjem članstva) ili kao "poklon". U vreme dolaska na vlast Džejmsa I 1603, bilo je barem 200 članova. Postepeno su povećali cenu koju je trebalo platiti da se dobije članstvo.

## Sukobi
Sukobi Preduzetničkog društva sa Hanzom su se nastavili pošto je Hanza imala ista prava u Engleskoj kao i domaći trgovci i bolje privilegije u inostranstvu, dajući im mogućnost da nadmaše engleske trgovce. Hamburg je bio deo Hanze. Kada su engleski trgovci napustili Emden, pokušali su da se smeste u Hamburgu, ali Hanza je naterala grad da ih protera. Ponovo su pokušali u Emdenu 1579. Car je naredio grofu Istočne Frizije da otera trgovce, ali on je odbio. Engleski trgovci su tu ostali sve do 1587. Tokom 1586, senat Hamburga je pozvao Preduzimačko društvo da se vrate u Hamburg, ali pregovori nisu uspeli.
Trgovci koji su često poslovali u Midelburgu još od 1582. bili su pozvani da se vrate 1587. u (sada nezavisne) Ujedinjene provincije (koje će kasnije postati deo Nizozemske). Zbog poreza koji su nametale Holandija i Zeland, ovo nije bio privlačan izbor za mnoge članove društva. Godine 1611. glavno skladište društva je bilo smešteno u Hamburgu. Nizozemska trgovačka luka je bila pomerena tokom ranog 17. veka iz Midelburga u Delft 1621, onda u Roterdam 1635, onda u Dordreht 1655. Društvo je imalo muke sa neovlašćenim trgovcima, koji nisu bili članovi, ali su svejedno trgovali u njihovoj regiji.
Godine između 1615 i 1689 su bile praćene periodima, počevši sa zlosrećnim Kokejnovim projektom, kada je društvo izgubilo, a zatim ponovo zadobilo svoja isključiva prava proizvodnje i trgovine. Premestilo je svoju trgovačku luku iz Delfta u Roterdam 1635.

## Društvo iz Hamburga
Kada je Londonsko društvo izgubilo svoje ekskluzivne privilegije prativši Slavnu revoluciju 1689, cena za članstvo je opala na dve funte. Nakon što je parlament odobrio trgovinu, društvo je nastavilo da postoji kao družina trgovaca koji su poslovali sa Hamburgom. Zato što su sačinjavali značajan deo ondašnje trgovine, zvali su ih Društvo iz Hamburga. Londonsko preduzimačko društvo i dalje je postojalo početkom 19. veka.

## Slične grupe koje su kolonijalizovale Severnu Ameriku
Tokom ranog 17. veka, slične grupe investitora, zvani "avanturistima", organiovali su se zarad razvoja prekookeanske trgovine sa kolonijama Novog Sveta: Virdžinijsko preduzimačko društvo 1609 (koje se kasnije podelilo na Londonsko društvo u Džejmstaunu i zalivu Česapik, i Plimutsko društvo, u Novoj Engleskoj). Osim toga, Kanadsko preduzimačko društvo je poslalo snage tokom Tridesetogodišnjeg rata koje su doprinele predaji Kvebeka 1629, i kolonijalizovali su Njufaundlend.

## Dodatna literatura
- Brenner, Robert. Merchants and revolution: commercial change, political conflict, and London's overseas traders, 1550-1653 (Verso, 2003).
- Lipson, E. The Economic History of England I (12th edition, 1959), 570-84; II (6th edition 1956), 196-269.